# Giovanni Gonella
Giovanni Gonella (Sassari, 10 luglio 1804 – Genova, 1854) è stato un compositore italiano, direttore di una banda militare e compositore dell’inno “Cunservet Deus su Re”, su testo di Vittorio Angius.

## Biografia
Giovanni Gonella nacque a Sassari da Giuseppe, genovese trasferito a Sassari per lavorare come musicante nella banda musicale che c'era in quel tempo di guarnigione, e da Giuseppa Colomba, e venne battezzato da Ambrogio Maria Meropi e da Maurizia Colomba. Dopo essersi arruolato assai giovane nel reggimento di Vercelli come tromba, nel 1831 divenne Capo Banda dei Cacciatori sardi a Cagliari. Imparò armonia e contrappunto dal capomusica Celli, di cui poi sposò la figlia Cecchina. Andò in pensione da questo incarico nel 1851, per diventare nello stesso anno Capo Banda della Guardia Nazionale di Genova, ove morì dopo tre anni. Durante la sua vita Gonella mise in musica diversi inni (fra cui S'hymnu sardu nationale), marce e ballabili, e aveva composto l'opera lirica. La Ricciarda (tragedia lirica; da rappresentarsi nel Civico Teatro di Cagliari nel carnovale del 1836), tratta dall'omonima tragedia di Ugo Foscolo, che fu rappresentata per la prima volta al Teatro Civico di Cagliari, ed il ballo Gisella ovvero le Ombre notturne (Gisella o le Willi), in due atti, nel 1851.